# Ciocănești (okręg Ardżesz)
Ciocănești – wieś w Rumunii, w okręgu Ardżesz, w gminie Călinești. W 2011 roku liczyła 995 mieszkańców.